# Krótkie studium o zasadach sztuki wojennej
Krótkie studium o zasadach sztuki wojennej – rozprawa teoretyczno-wojskowa Flawiusza Wegecjusza (pisał w latach 390-410). Wskazywała na wielkie znaczenie doświadczenia historycznego i wyszkolenia wojska w osiąganiu zwycięstw podczas konfliktów zbrojnych.